# Медный всадник (премия)
«Медный всадник» — премия, учреждённая в 1987 году как внутристудийная премия студии «Ленфильм», в последние годы отмечает не только ленфильмовские, но и все картины, созданные в Санкт-Петербурге или силами петербургских кинематографистов. Лауреатов премии выбирает экспертный совет, состоящий из кинематографистов и представителей кинопрессы.

## Лауреаты премии
1995
- Лучший фильм — Александр Рогожкин («Особенности национальной охоты»)
- Лучший режиссёр (премия им. Григория Козинцева) — Александр Рогожкин («Особенности национальной охоты»)
- Лучший сценарий (премия им. Адриана Пиотровского)— Михаил Коновальчук и Сергей Сельянов («Время печали еще не пришло»)
- Лучший оператор (премия им. Андрея Москвина) — Евгений Шермергор («Концерт для крысы»), Сергей Ландо ("Мания Жизели")
- Лучший художник-постановщик (премия им. Евгения Енея) — Никола Самонов («Мания Жизели»)
- Лучший звукооператор (премия им. Ильи Волка) — Сергей Мошков («Духовные голоса»)
- Лучшая актёрская работа (премия им. Федора Никитина) — в этом году не присуждалась

2000
- Лучший фильм — Александр Сокуров («Телец»)
- Лучший режиссёр — Виталий Мельников («Луной был полон сад»)
- Лучший художник — Наталья Кочергина («Телец»)
- Лучший оператор — Николай Ивасив («Темная ночь»)
- Лучший звукорежиссёр — Сергей Мошков («Телец»)
- Лучшая актёрская работа — Леонид Мозговой («Телец»)
- Лучший сценарий — Юрий Арабов («Телец»)

### 2005
- Лучший фильм — Александр Сокуров («Солнце»)[2]
- Лучший режиссёр — Алексей Учитель («Космос как предчувствие»)[2]
- Лучший художник — Павел Пархоменко («Танцуют все!»)[2]
- Лучший оператор — Дмитрий Долинин («Красное небо. Чёрный снег»)[2]
- Лучший звукорежиссёр — Игорь Терехов («Танцуют все!», «Лопухи»)[2]
- Лучшая актёрская работа — Коля Спиридонов («Итальянец»)[2]
- Лучший сценарий — Юрий Фетинг, Андрей Кравчук («Мифы моего детства»)[2]
- Открытие года — «Итальянец»[2]
- Специальная премия за вклад в петербургское киноискусство — оператор-постановщик Константин Рыжов [2]

### 2010
- Лучшая работа звукорежиссера — Игорь Терехов («Верую!»)
- Лучшая работа художника-постановщика — Владимир Светозаров («С черного хода»)
- Лучшая работа оператора-постановщика — Степан Коваленко («Как поймать магазинного вора»)
- Лучшая актерская работа — Ирина Основина («Верую!»)
- Лучший сценарий — Яна Поляруш и Инга Киркиж («Видримасгор»)
- Лучшая работа режиссера-постановщика — Николай Дрейден («Придел ангела»)[4]